# 小泉吉宏
小泉 吉宏（こいずみ よしひろ、1953年 - ）は、日本の漫画家、絵本作家。ただ、漫画家としては珍しくコピーライターの経験がある。最近、結婚式のスピーチや、道徳の教科書に載ったりするなどで有名になった、『一秒の言葉』の詩の作者でもある。もともと『一秒の言葉』は、SEIKOのCMとして1985年に流れたもので、広告マン時代に書いた詩「一秒の言葉キャンペーン」。静岡県浜松市出身。静岡県立浜松北高等学校、武蔵野美術大学商業デザイン学科卒業。妻は作詞家の芹沢類。
正確には「吉」の字は「士」に「口」ではなく、「土」に「口」の字を使う。広告代理店勤務ののち、1987年に独立する。東京コピーライターズクラブ会員。

## 経歴
- 1993年『ブッタとシッタカブッタ』（メディアファクトリー）でデビュー。
- 1994年『リュウノスケ』（新潮社）。
- 1999年『ブッタとシッタカブッタ3・なぁんでもないよ』で第45回文藝春秋漫画賞受賞。
- 2002年『大掴源氏物語 まろ、ん?』（幻冬舎）で第6回文化庁メディア芸術祭マンガ部門優秀賞受賞。

心温まる漫画や絵本が多い。

## 主な作品
- 『ブッタとシッタカブッタ 心の運転マニュアル本』メディアファクトリー 1993
  - 『ブッタとシッタカブッタ1 こたえはボクにある』（メディアファクトリー）マンガエッセイ。仏教や心の問題を扱う。
- 『ブッタとシッタカブッタ2 そのまんまでいいよ』（メディアファクトリー）1996
- 『ブッタとシッタカブッタ3 なぁんでもないよ』（メディアファクトリー）1999
- 『愛のシッタカブッタ あけると気持ちがラクになる本』メディアファクトリー 1994
- 『ブタのいどころ』（メディアファクトリー）2003
- 『ブタのふところ』（メディアファクトリー）2006
- 『ブとタのあいだ』（メディアファクトリー）2007　シリーズ初　名論卓説+マンガ
- 『トントンな日々』幻冬舎 2010
- 『ブタのみどころ』（メディアファクトリー）2011　“○どころ"シリーズ完結編
- 『なやんでもいいよとブッタは、いった。』KADOKAWA 2014

- 『ドッポたち ちがっててもへいきだよ』幻冬舎 2005（読売新聞連載）
- 『ドッポたち シアワセのもと』幻冬舎 2006
- 『リュウノスケ』（新潮社、1994）メディアファクトリー、1999）『ドッポたち』に登場する爬虫人類「ドゴ族」がこの作品にも登場する。また、主要な登場人物の名前が日本の文豪らから取られているのも共通している。具体例は、『ドッポたち#ドゴ族の特徴』を参照のこと。ドッポが尊敬しているカフーもこの作品の登場人物のカフーの事であると思われる。

- 『コブタの気持ちもわかってよ』ベネッセコーポレーション 1997　幻冬舎、2002
- 『戦争で死んだ兵士のこと』ベネッセコーポレーション 1997　メディアファクトリー、2001
- 『てのりゾウのパズー』ベネッセコーポレーション 1997　幻冬舎、2002
- 『てのりゾウのパズーお手をしてごらんよ』ベネッセコーポレーション 1997　幻冬舎、2003
- 『てのりゾウのパズー走る走る走る』ベネッセコーポレーション 1998
- 『やみぼー』ベネッセコーポレーション 1998
- 『四月天才』文藝春秋 2002　のち文庫
- 『シュークリーム』幻冬舎 2002
- 『まろ、ん? 大掴源氏物語』幻冬舎 2002
- 『バースデーイヴ』幻冬舎 2003
- 『百年草物語』文藝春秋 2004
- 『一秒の言葉』文・写真 メディアファクトリー 2009
- 『生きてる 伊藤若冲「池辺群虫図」より』文・構成 小学館 2009

## 絵本
- バースデーイヴ（幻冬舎）
- コブタの気持ちもわかってよ（ベネッセコーポレーション）
- シュークリーム（幻冬舎）
- 戦争で死んだ兵士のこと（ベネッセコーポレーション。後にメディアファクトリーから出版）

など